# Pseudodryas
Pseudodryas is een geslacht van vlinders van de familie tandvlinders (Notodontidae).

## Soorten
- P. albiluna Draudt, 1932
- P. olivacea Möschler, 1878
- P. stragula Möschler, 1883